# Telaga Langsat (kecamatan)
Telaga Langsat (indonez. Kecamatan Telaga Langsat) – kecamatan w kabupatenie Hulu Sungai Selatan w prowincji Borneo Południowe w Indonezji.
Kecamatan ten graniczy od północy i wschodu z kabupatenem Hulu Sungai Tengah, od południa kecamatanami Loksado i Padang Batung, a od zachodu z kecamatanem Angkinang.
W 2010 roku kecamatan ten zamieszkiwało 8 950 osób, z których 100% stanowiła ludność wiejska. Mężczyzn było 4 490, a kobiet 4 460. 16 729 osób wyznawało islam.
Znajdują się tutaj miejscowości: Ambutun, Gumbil, Hamak, Hamak Timur, Hamak Utara, Lok Binuang, Longawang, Mandala, Pakuan Timur, Pandulangan, Telaga Langsat.